# Anisoplia heterodoxa
Anisoplia heterodoxa är en skalbaggsart som beskrevs av Henri de Peyerimhoff 1949. Anisoplia heterodoxa ingår i släktet Anisoplia och familjen Rutelidae. Inga underarter finns listade i Catalogue of Life.